# Grand Prix Nobili Rubinetterie 2013
La 16e édition du Grand Prix Nobili Rubinetterie a eu lieu le 14 mars 2013. La course fait partie du calendrier UCI Europe Tour 2013 en catégorie 1.1.

## Présentation

### Équipes
Classé en catégorie 1.1 de l'UCI Europe Tour, le Grand Prix Nobili Rubinetterie est par conséquent ouvert aux UCI ProTeams dans la limite de 50 % des équipes participantes, aux équipes continentales professionnelles, aux équipes continentales et à des équipes nationales.
19 équipes participent à ce Grand Prix Nobili Rubinetterie - 7 ProTeams, 6 équipes continentales professionnelles et 6 équipes continentales :
| Nom de l'équipe    | Pays       | Code |
| ------------------ | ---------- | ---- |
| Astana             | Kazakhstan | AST  |
| Euskaltel Euskadi  | Espagne    | EUS  |
| FDJ                | France     | FDJ  |
| Katusha            | Russie     | KAT  |
| Movistar           | Espagne    | MOV  |
| RadioShack-Leopard | Luxembourg | RLT  |
| Saxo-Tinkoff       | Danemark   | TST  |

| Nom de l'équipe              | Pays       | Code |
| ---------------------------- | ---------- | ---- |
| Androni Giocattoli-Venezuela | Italie     | AND  |
| Bardiani Valvole-CSF Inox    | Italie     | BAR  |
| CCC Polsat Polkowice         | Pologne    | CCC  |
| Colombia                     | Colombie   | COL  |
| Novo Nordisk                 | États-Unis | TNN  |
| Vini Fantini-Selle Italia    | Italie     | VIN  |

| Nom de l'équipe             | Pays    | Code |
| --------------------------- | ------- | ---- |
| Amore & Vita                | Ukraine | AMO  |
| Atlas Personal-Jakroo       | Suisse  | ARH  |
| Ceramica Flaminia-Fondriest | Italie  | CEF  |
| Lokosphinx                  | Russie  | LOK  |
| Nippo-De Rosa               | Japon   | PPO  |
| Utensilnord Ora24.eu        | Hongrie | UNA  |

## Classement final
|    | Coureur            | Équipe                       |    | Temps           |
| -- | ------------------ | ---------------------------- | -- | --------------- |
| 1  | Bob Jungels        | RadioShack-Leopard           | en | 4 h 33 min 04 s |
| 2  | Daniele Bennati    | Saxo-Tinkoff                 | +  | 53 s            |
| 3  | Simone Ponzi       | Astana                       |    | 53 s            |
| 4  | Marco Zamparella   | Utensilnord Ora24.eu         |    | 53 s            |
| 5  | Francisco Ventoso  | Movistar                     |    | 53 s            |
| 6  | Fabio Felline      | Androni Giocattoli-Venezuela |    | 53 s            |
| 7  | Simone Campagnaro  | Nippo-De Rosa                |    | 53 s            |
| 8  | Matthieu Ladagnous | FDJ                          |    | 53 s            |
| 9  | Giovanni Visconti  | Movistar                     |    | 53 s            |
| 10 | Marco Canola       | Bardiani Valvole-CSF Inox    |    | 53 s            |